# Brad Neely
Brad Neely (Fort Smith, 26 ottobre 1976) è un fumettista, sceneggiatore e produttore televisivo statunitense.
È noto soprattutto per aver creato e sceneggiato le serie animate China, IL e Brad Neely's Harg Nallin' Sclopio Peepio, le webserie I Am Baby Cakes e The Professor Brothers e la colonna sonora non autorizzata Wizard People, Dear Reader basata su Harry Potter e la pietra filosofale. Ha contribuito inoltre alla produzione di South Park tra il 2007 e il 2009.

## Biografia
Neely ha frequentato per breve tempo la Pennsylvania Academy of the Fine Arts, collaborando nel frattempo alla creazione della serie a fumetti Creased Comics.
Ha vissuto ad Austin, in Texas, per 10 anni prima di trasferirsi a Los Angeles nel 2013. Attualmente Neely risiede a Burbank, in California.

## Carriera
Ha creato anche una parodia di Harry Potter e la pietra filosofale, chiamata Wizard People, Dear Reader, che consiste in una narrazione alternativa nello stile di un audiolibro, che i telespettatori possono sentire in un film mutato. Neely è presente nel documentario We Are Wizards.
Neely è il creatore del fumetto Cox & Combes' Washington. Oltre a video occasionali, ha anche creato tre serie: I Am Baby Cakes, The Professor Brothers e China, IL, tutti e tre che si svolgono nella località fittizia di China in Illinois. Il corto I Am Baby Cakes è una narrazione in prima persona di Mark "Baby" Cakes, un uomo filosofico di 30 anni, che ha probabilmente un disturbo mentale. The Professor Brothers invece segue le disavventure professionali e personali di Frank e Steve Smith, due fratelli che sono professori in un collegio locale, la cui mascotte è un panda con le ali. China, IL, intreccia le due storie, infatti in The Funeral, Babe Cakes si innamora della fidanzata recentemente morta di Frank dopo aver trovato il suo diario e i due uomini tentano di aiutare il dolore emotivo di Baby Cakes.
Neely ha anche prodotto America Now, una serie musicale composta da 12 parti di 30 secondi ciascuna, per la rete televisiva Adult Swim.
Il 5 maggio 2008, la compagnia statunitense Super Deluxe ha iniziato a rilasciare una mini-serie a quattro parti di Neely intitolata China, IL. Il sito ha pubblicato poi ogni parte una volta alla settimana, culminando il 25 maggio con la trasmissione dell'intera serie con un episodio di 11 minuti, pubblicato su Adult Swim. La serie televisiva è stata la prima opera originale di Brad Neely trasmessa in televisione. Il primo vero episodio di China, IL è stato trasmesso il 2 ottobre 2011, su Adult Swim.
Nel maggio 2015 è stata annunciata la sua seconda serie animata intitolata Brad Neely's Harg Nallin' Sclopio Peepio. La serie è stata cancellata dopo una stagione.
Nel gennaio 2020 è stato riferito che la CBS All Access aveva ordinato una serie intitolata The Harper House sviluppata da Neely e Katie Krentz. Nell'ottobre 2020 è stato annunciato che il cast avrebbe incluso Rhea Seehorn, Jason Lee, Tatiana Maslany e Ryan Flynn nei panni della famiglia Harper.

## Filmografia

### Sceneggiatore
- China, IL – serie animata, 28 episodi (2008-2015)
- Brad Neely – serie TV (2012)
- Totino's Messin' with the Pizza Rolls – corto (2016)
- Brad Neely's Harg Nallin' Sclopio Peepio – serie animata, 10 episodi (2016)
- The Harper House- serie animata, 10 episodi (2021)

### Produttore
- Brad Neely – serie TV (2012)

### Doppiatore
- China, IL – serie animata, 22 episodi (2008-2015)
- Creative Continuity – serie TV, 1 episodio (2015)
- Totino's Messin' with the Pizza Rolls – corto (2016)
- Brad Neely's Harg Nallin' Sclopio Peepio – serie animata, 10 episodi (2016)
- Verme del futuro – serie animata, 3 episodi (2017)
- Adventure Time – serie animata, 2 episodi (2017-2018)
- The Harper House- serie animata, 9 episodi (2021)

### Regista
- Totino's Messin' with the Pizza Rolls – corto (2016)

## Doppiatori italiani
Da doppiatore è sostituito da:
- Alberto Bognanni in China, IL (Frank Smith)
- Guido Di Naccio in China, IL (Steve Smith)
- Sacha De Toni in China, IL (Baby Cakes)
- Luigi Ferraro in China, IL (Kenny Winker)